# Озерская (Кировская область)
 Озерская  — деревня в Лузском муниципальном округе Кировской области.

## География
Расположена на расстоянии примерно 2 км по прямой на запад-северо-запад от районного центра города Луза на правобережье реки Луза на берегу озера Святое.

## История
Известна с 1727 года как деревня 1 двором. В 1859 годуздесь отмечено было дворов 3 и жителей 29, в 1926 19 и 85, в 1950 14 и 40, в 1989 212 жителей. До конца 2020 года находилась в составе Лузского городского поселения. Имеется церковь Введения во храм Пресвятой Богородицы у кладбища в районе бывшего села Усть-Недумье

## Население
Постоянное население составляло 208 человек (русские 94%) в 2002 году, 209 в 2010.